# Luboš Perek
Luboš Perek (26. července 1919 Praha – 17. září 2020) byl český astronom, ředitel  Astronomického ústavu Československé akademie věd a vedoucí Úřadu OSN pro vesmírné záležitosti. Je po něm pojmenován největší dalekohled v Česku – dvoumetrový dalekohled na Ondřejovské hvězdárně. 

## Biografie
Roku 1946 vystudoval astronomii na Přírodovědecké fakultě MU, titul CSc. získal na Karlově univerzitě v Praze roku 1956 a titul DrSc. roku 1961. Publikoval 44 článků o hvězdné dynamice a planetárních mlhovinách a 80 článků o geostacionárních orbitách, o definici vnějšího prostoru a o ekologii vesmírného prostoru. Jeho nejznámější publikací je Catalogue of Galactic Planetary Nebulae („Katalog galaktických planetárních mlhovin“ 1967, s Lubošem Kohoutkem).
V zahraničí, kde přednášel na mnoha konferencích, prezentoval Československo v astronomickém oboru. V roce 1964 byl hostujícím profesorem na Northwestern University. V letech 1967 až 1970 byl generálním tajemníkem Mezinárodní astronomické unie a v letech 1968 až 1975 ředitelem Astronomického ústavu Československé akademie věd.
Zemřel v noci 17. září 2020 ve věku 101 let.

## Ocenění
- V roce 1979 po něm byla pojmenována planetka číslo 2900, kterou objevil Luboš Kohoutek.
- V roce 1992 mu byla udělena cena Julese Janssena.
- V roce 1999 mu byla udělena Nušlova cena.
- Od roku 1999 byl členem Učené společnosti ČR.[5]
- V roce 2012 po něm byl pojmenován největší český dalekohled – dvoumetrový dalekohled v Ondřejově, nově Perkův dalekohled, o jehož stavbu se významnou měrou zasloužil.[6]

### Externí odkazy

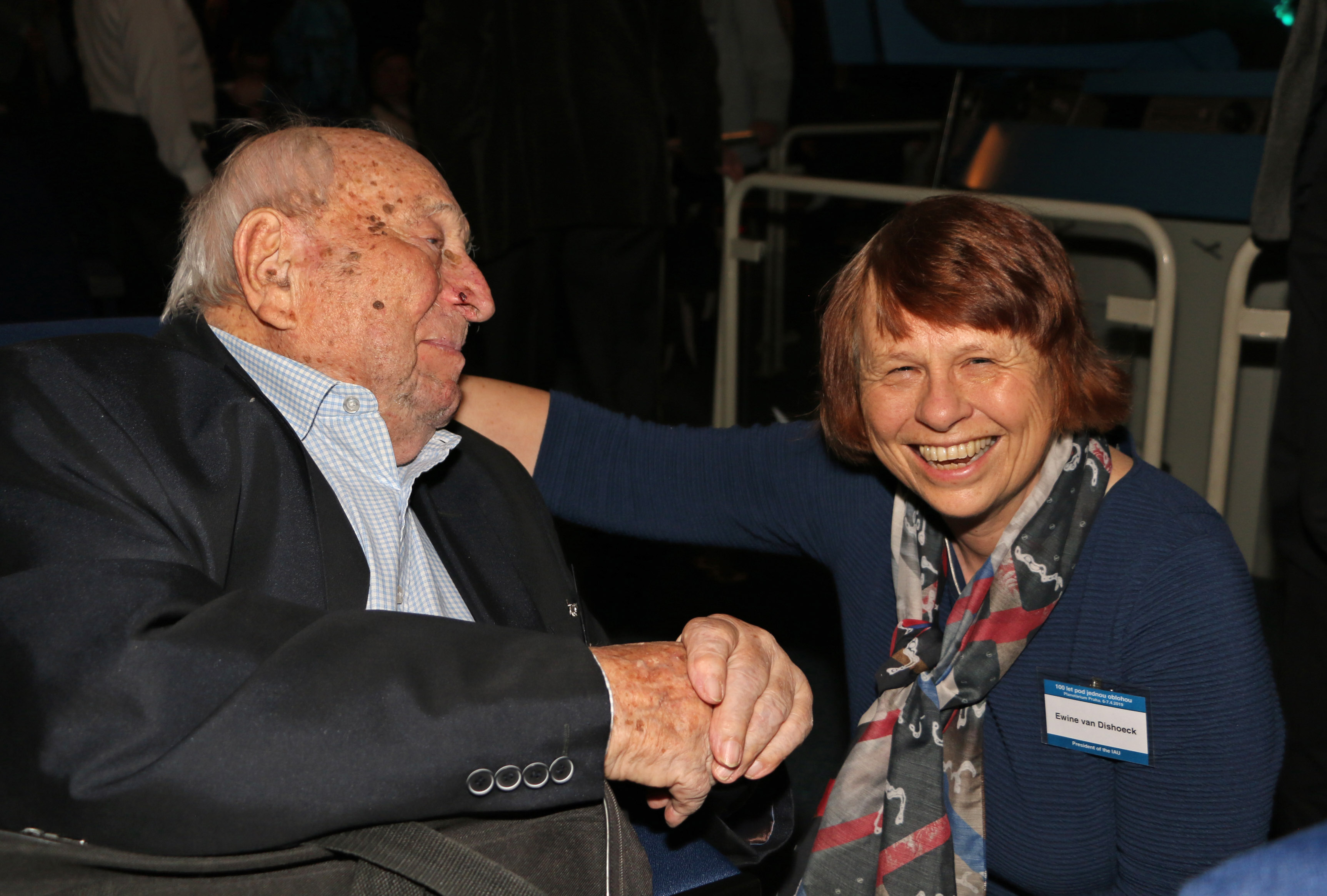
Luboš Perek s Ewine van Dishoeck, prezidentkou Mezinárodní astronomické unie, 2019